# Centropodia fragilis
Centropodia fragilis là một loài thực vật có hoa trong họ Hòa thảo. Loài này được (Guinet & Sauvage) Cope mô tả khoa học đầu tiên năm 1983.